# Elmar Simon
Elmar Simon (* 19. Oktober 1963 in Paderborn) ist ein deutscher Koch.

## Werdegang
Nach der Ausbildung im Gräflichen Kurhaus in Bad Driburg ging Simon 1986 in die Kupferschmiede in Hildesheim und 1987 zu Rockendorf’s Restaurant zu Siegfried Rockendorf in Berlin, das er ab 1990 als Küchenchef führte. 1994 machte er in Berlin die Ausbildung zum Küchenmeister.
1996 öffnete er sein eigenes Restaurant Balthasar in Paderborn an der alten Synagoge, wo er 1998 mit einem Michelin-Stern ausgezeichnet wurde.
2001 zog sein Restaurant um in einen Neubau. Das Restaurant wird seit vielen Jahren mit einem Michelin-Stern und mindestens 17 Punkten im Gault-Millau ausgezeichnet.

## Auszeichnungen
- 1996, Entdeckung des Jahres, Gault-Millau